# Foiano della Chiana
Foiano della Chiana település Olaszországban, Toszkána régióban, Arezzo megyében. Lakosainak száma 9019 fő (2023. január 1.). Foiano della Chiana Castiglion Fiorentino, Lucignano, Sinalunga, Cortona és Marciano della Chiana községekkel határos.

## Népesség
A település lakossága az elmúlt években az alábbi módon változott:
| Lakosok száma | 9473 | 9470 | 9019 |
|               | 2017 | 2018 | 2023 |